# Euselasia catoleuce
Euselasia catoleuce är en fjärilsart som beskrevs av Jacob Hübner 1816. Euselasia catoleuce ingår i släktet Euselasia och familjen Riodinidae. Inga underarter finns listade i Catalogue of Life.